# Bernsau (Overath)
Bernsau ist ein Ortsteil von Overath im Rheinisch-Bergischen Kreis in Nordrhein-Westfalen, Deutschland.

## Lage und Beschreibung
Der landwirtschaftlich geprägte Ortsteil Bernsau (nicht zu verwechseln mit der Burgruine Bernsau) findet sich zwischen der Agger und der A4. Den Ortskern bilden zwei großzügige Anwesen, darunter der denkmalgeschützte Wirtschaftsbau des alten Rittergutes Alt-Bernsau. 

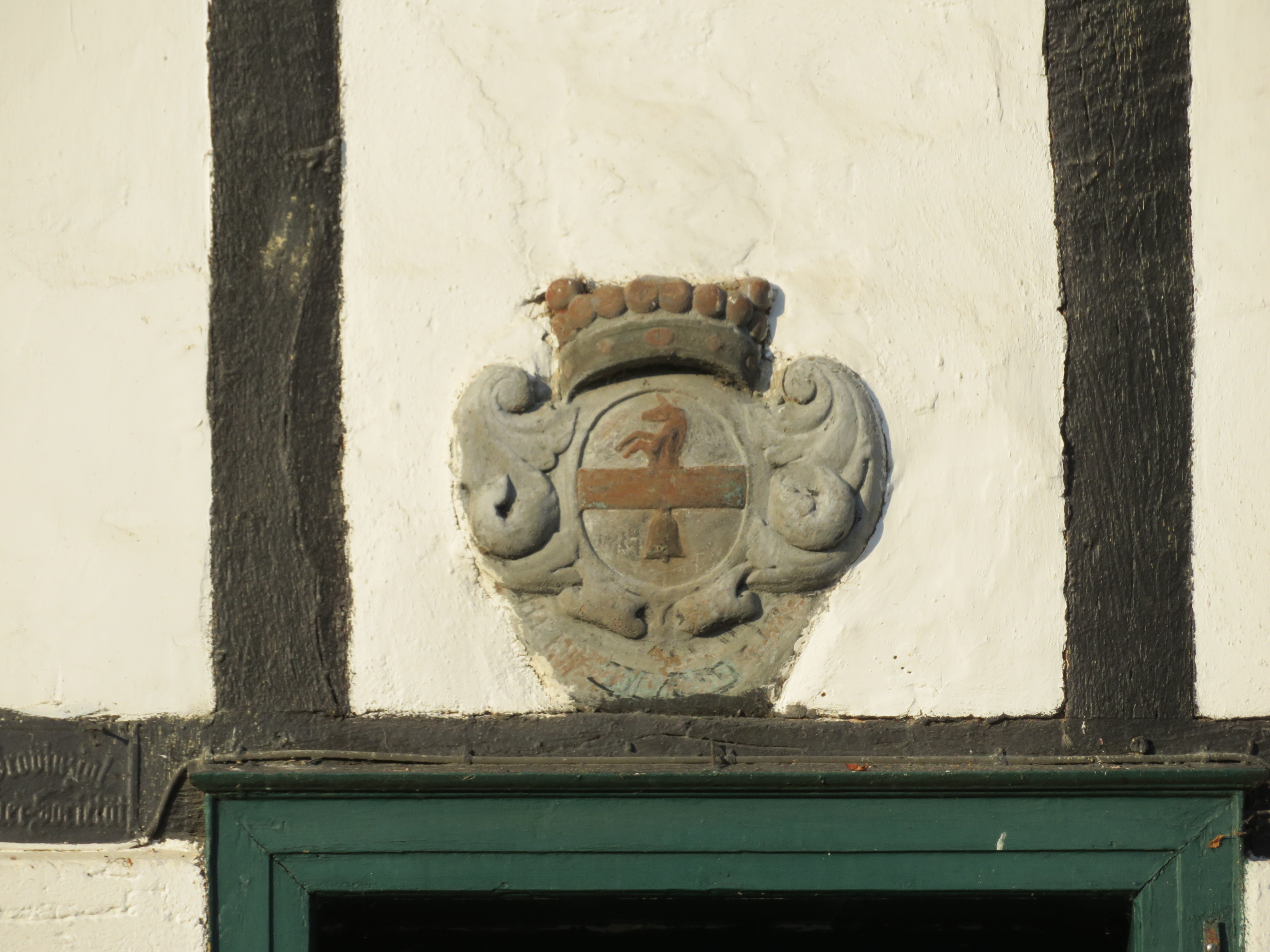

Die Eingangstür ziert das steinerne Wappen des Erbauers, des kurpfälzischen Geheimrats von Codonée. Das Anwesen wird heute privat bewohnt und landwirtschaftlich genutzt.

## Geschichte
Der Wohnplatz geht auf die Burganlage Alt-Bernsau zurück, die erstmals im Jahr 1218 urkundlich erwähnt wurde, als ein Ritter von Bernsowe an den Kreuzzügen teilnahm.
Eine etymologische, aus einer Sage hervorgehende Deutung des Ortsnamens ist Bären-Au. Der Sage nach soll eine Gräfin Berita von der Burg Bensberg eine Tochter Jutta gehabt haben, die von einer Bärin entführt worden sein soll. Nahe dem späteren Bernsau soll diese unbeschadet in der Aggeraue neben der von einem Blitz erschlagenen Bärin gefunden worden sein.
Die Topographia Ducatus Montani des Erich Philipp Ploennies, Blatt Amt Steinbach, belegt, dass der Wohnplatz bereits 1715 als alt Bernzau benannt und als Adelich haus bezeichnet ist. Carl Friedrich von Wiebeking benennt die Hofschaft auf seiner Charte des Herzogthums Berg 1789 als Altbernsau. Aus ihr geht hervor, dass der Ort zu dieser Zeit Teil der Honschaft Miebach im Kirchspiel Overath war.
Der Ort ist auf der Topographischen Aufnahme der Rheinlande von 1817 als Bernsau verzeichnet. Die Preußische Uraufnahme von 1845 zeigt den Wohnplatz unter dem Namen Bernsaal. Ab der Preußischen Neuaufnahme von 1892 ist der Ort auf Messtischblättern regelmäßig als Bernsau verzeichnet.
1822 lebten 15 Menschen im als Pachtgut kategorisierten und als Bernsaul bezeichneten Ort, der nach dem Zusammenbruch der napoleonischen Administration und deren Ablösung zur Bürgermeisterei Overath im Kreis Mülheim am Rhein gehörte. Für das Jahr 1830 werden für den als Pachtgut kategorisierten und als Bernsaul bezeichneten Ort 15 Einwohner angegeben. Der 1845 laut der Uebersicht des Regierungs-Bezirks Cöln als Rittergut kategorisierte und als Bernsau bezeichneten Ort besaß zu dieser Zeit zwei Wohngebäude mit 25 Einwohnern, alle katholischen Bekenntnisses. Die Gemeinde- und Gutbezirksstatistik der Rheinprovinz führt Rittergut Bernsau 1871 mit zwei Wohnhäusern und 18 Einwohnern auf. Im Gemeindelexikon für die Provinz Rheinland von 1888 werden für Bernsau zwei Wohnhäuser mit 15 Einwohnern angegeben. 1895 besitzt der Ort zwei Wohnhäuser mit 20 Einwohnern und gehörte konfessionell zum katholischen Kirchspiel Marialinden, 1905 werden ein Wohnhaus und neun Einwohner angegeben.

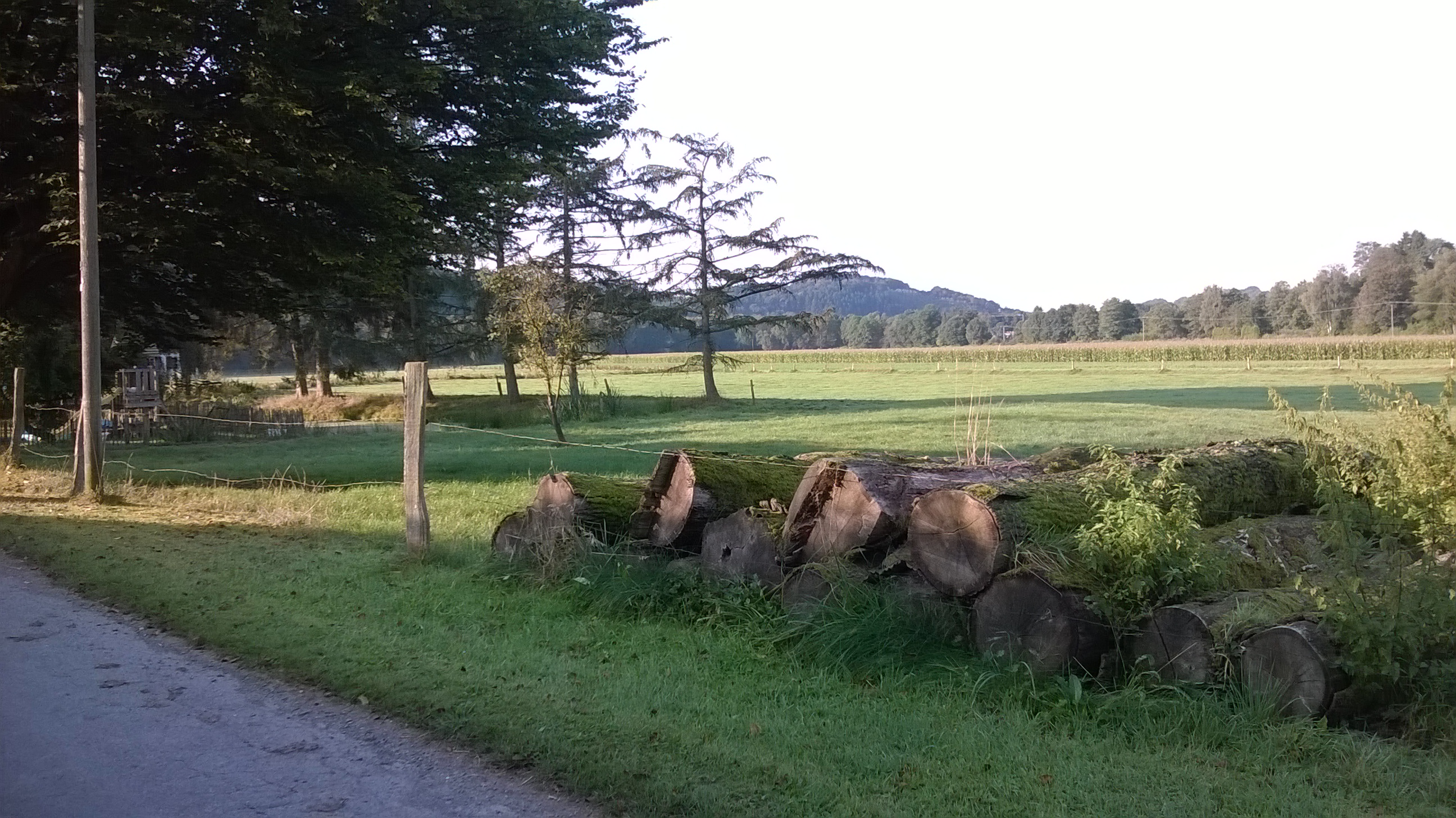
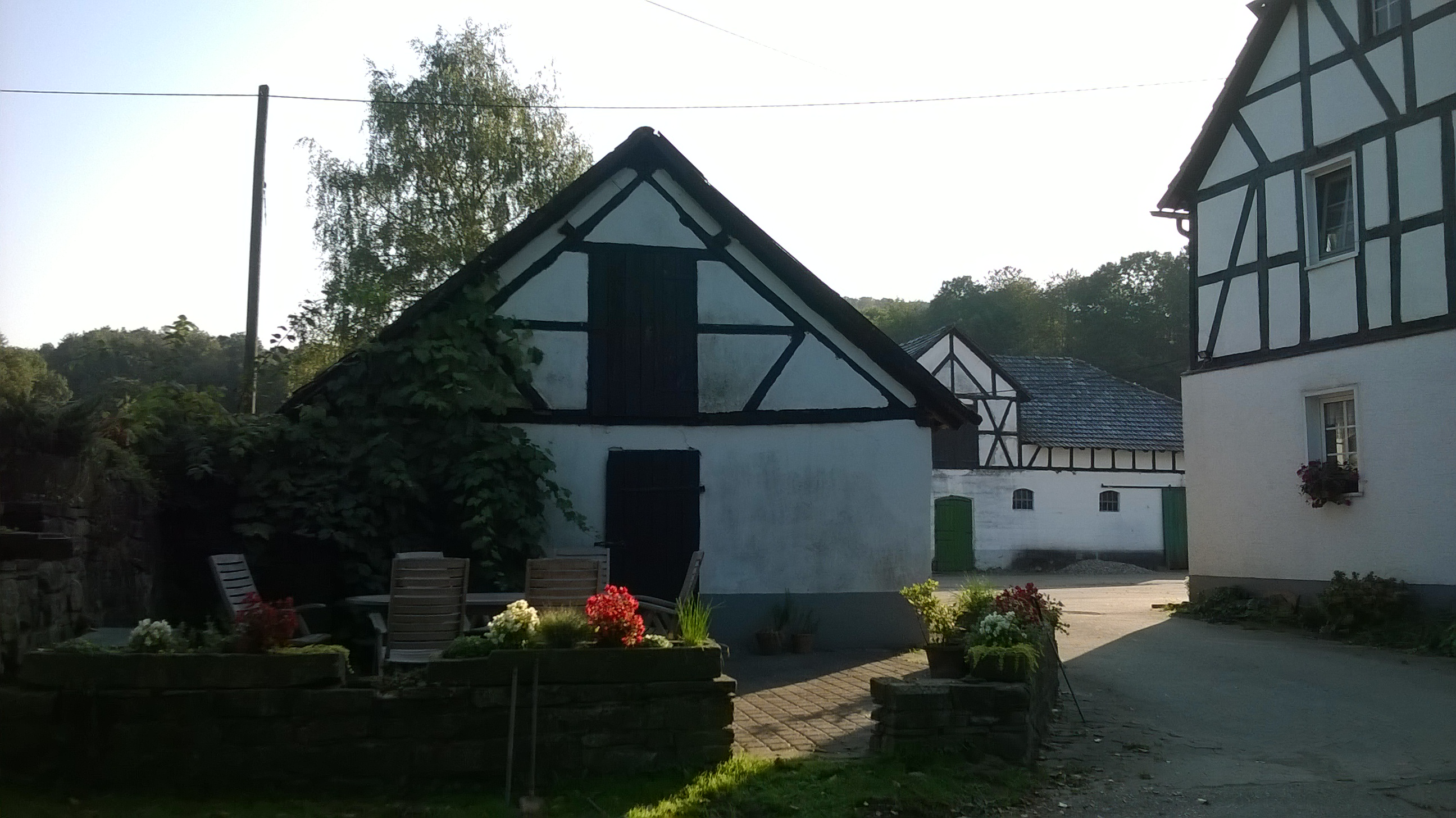
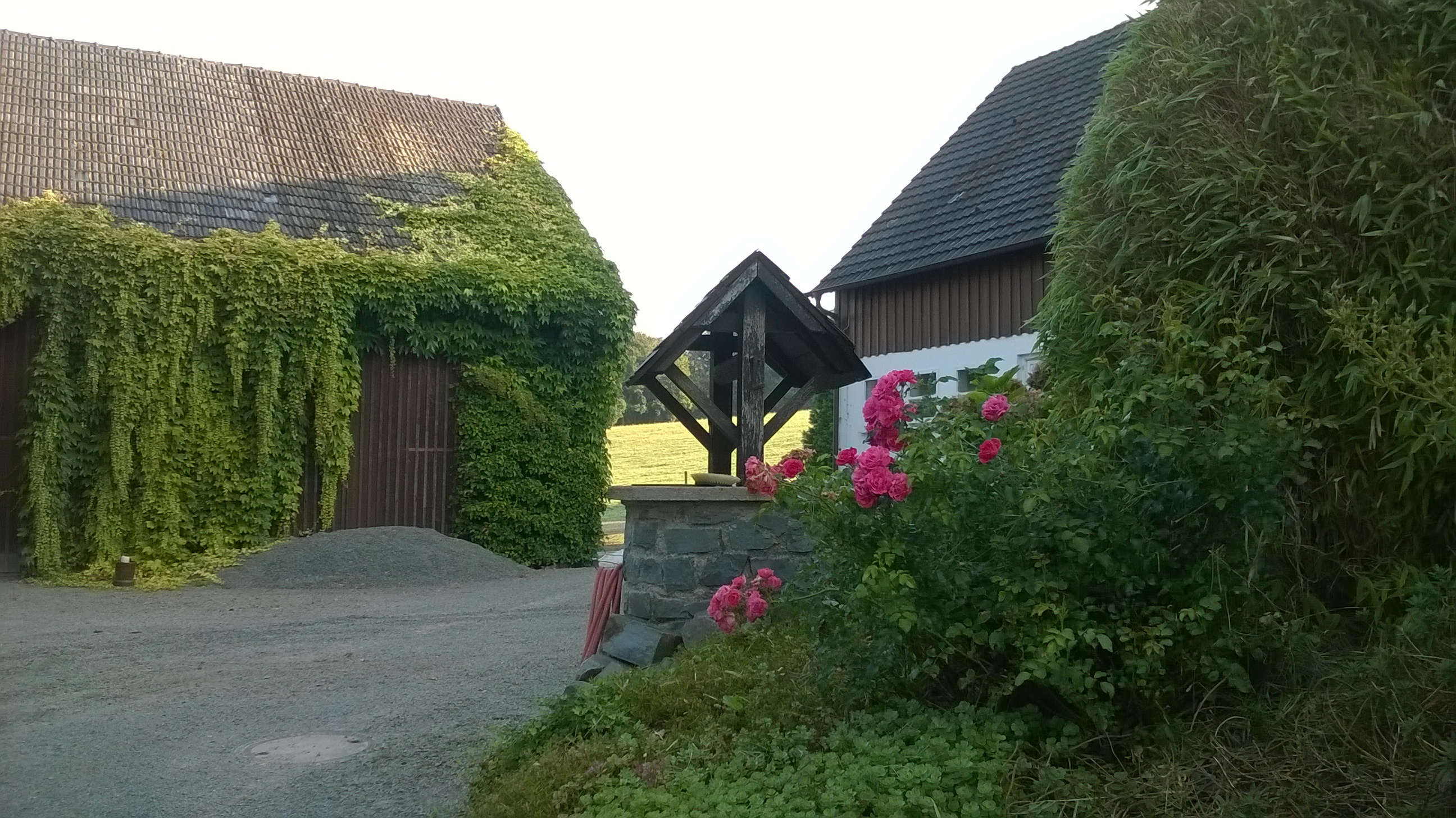
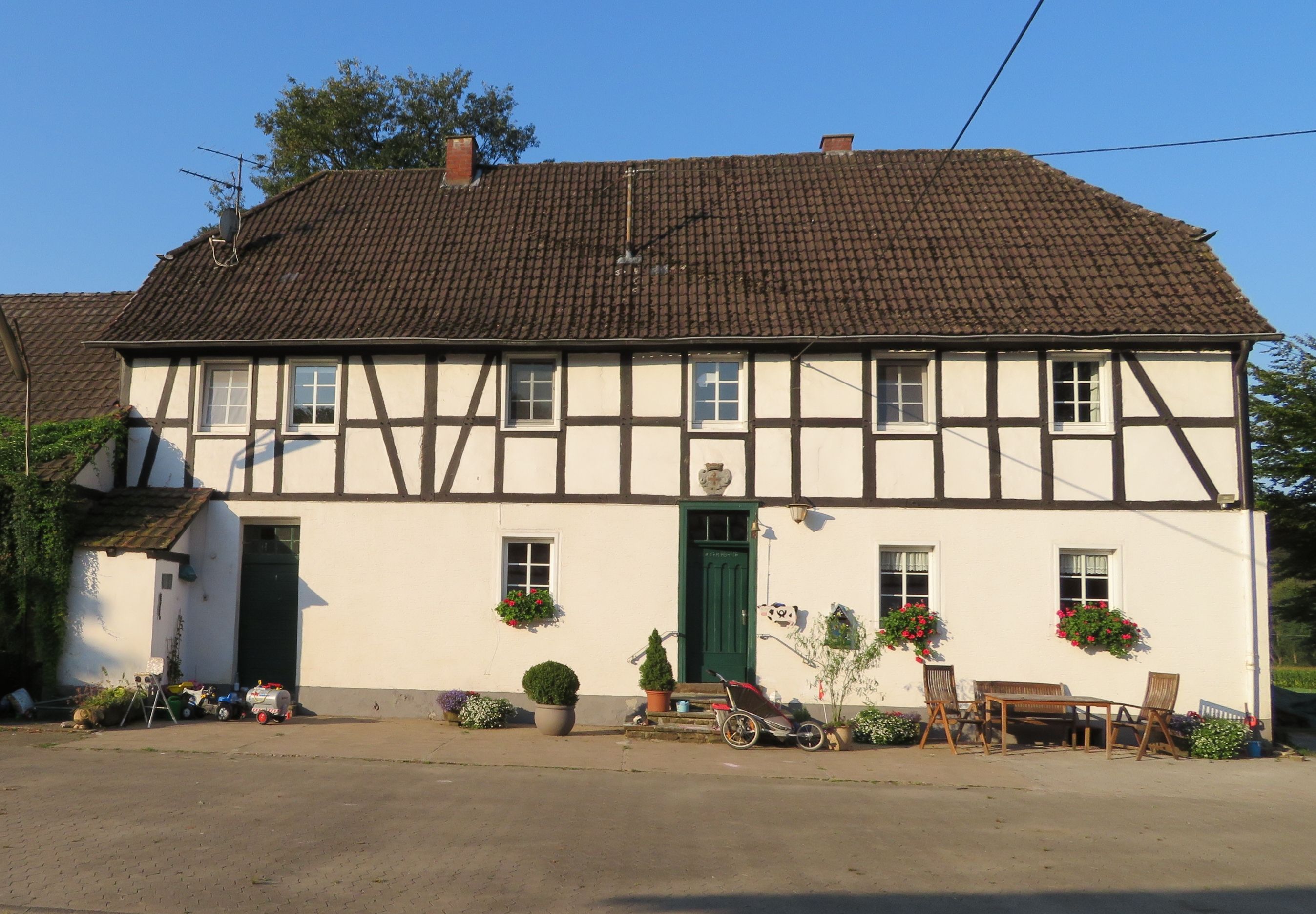

Nach langen juristischen Auseinandersetzungen fiel das Rittergut 1924 der Fräuleinstiftung zu, einem Wohnsitz für alleinstehende, notleidende adelige Damen im Schloss Ehreshoven. Nach dem Zweiten Weltkrieg verfügte die Besatzungsmacht zur Lösung sozialer Probleme, wie der Flüchtlingskrise, eine Bodenreform. In Nordrhein-Westfalen durfte danach kein Grundbesitzer mehr als 100 Hektar von seinen land- forstwirtschaftlich- oder gärtnerisch genutzten Ländereien behalten. Die Stiftung verlor unter anderem Bernsau, das seither eigenständig landwirtschaftlich genutzt wird.